# Абовянское железорудное месторождение
Абовя́нское железорудное месторождение — второе по запасам железной руды месторождение в Армении, расположено в Котайкской области, близ города Абовян. Запасы оцениваются приблизительно в 255 млн тонн.
В настоящее время ожидается, что Абовянское месторождение будет разрабатываться вторым, после Разданского, так как запасы железной руды в нём расположены глубже, чем в Разданском. Объёмы запасов Абовянского месторождения позволят обрабатывать около 20 млн тонн руды в год, производя в год до 8 млн тонн железорудного концентрата. Абовянское месторождение, как и Разданское, имеет необходимые инфраструктуры, такие как железная и автомобильные дороги, водоснабжение, электроэнергия и т. д.
На Абовянском месторождении железная руда залегает под покрывалом базальтовых и андезито-базальтовых лав, мощностью 50-180 м. Эти породы детально разведаны, а их запасы в объёме 64 млн м³ утверждены как строительные материалы.
Предполагается, что все три месторождения будут эксплуатироваться китайской компанией Fortune Oil.